# Teràpia larval

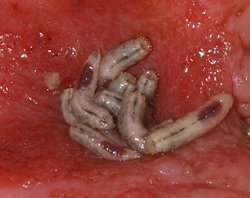
Larves de Phaenicia sericata sobre una ferida.

La teràpia larval, també coneguda com a teràpia de larves, teràpia de cucs, teràpia de desbridament per larves o biocirugia és una teràpia en la que s'utilitzen larves estèrils criades en laboratoris especials de la mosca Phaenicia sericata per a netejar teixits necrosats (morts) d'algunes ferides provocant una miasi controlada. L'ús mèdic és possible atès que les larves d'aquest insecte s'alimenten tan sols del teixit mort, deixant intacte el teixit viu, tot i estimulant la cicatrització.
Les larves tenen una digestió extracorporal. Poden aplicar-se directament sobre la ferida, o confinades dins d'una una bossa d'escuma poli-vinílica o gasa. Els sucs digestius i altres substàncies es distribueixen sobre la ferida i el teixit necròtic liquifacte retorna a través de la gasa. Aquesta variant de la teràpia és més acceptada pels pacients i personal sanitari.

## Història

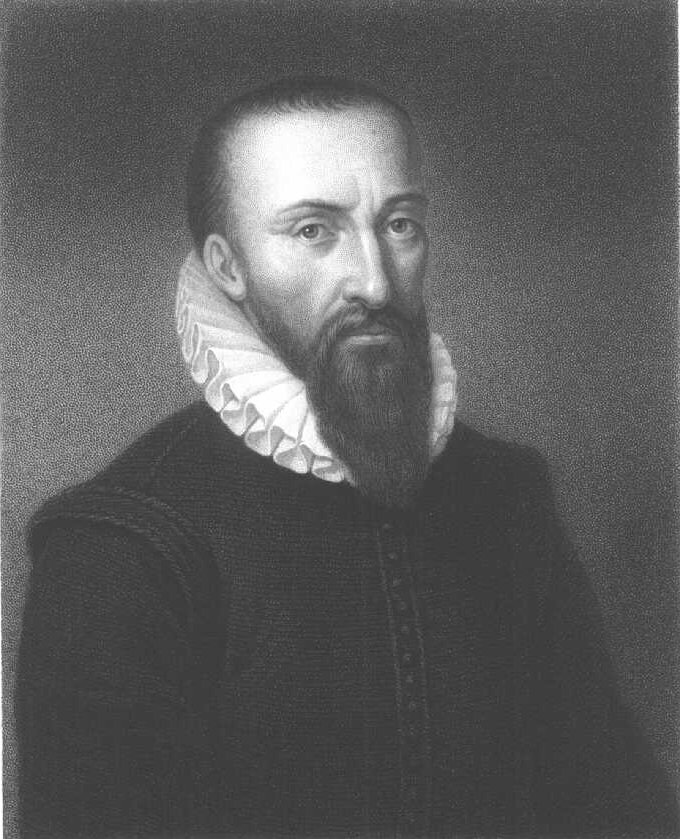
Ambroise Paré, pare de la cirurgia moderna, va descriure com les ferides de soldats infestats de larves sanaven amb major rapidesa.

La utilització de larves per a la curació de ferides és coneguda des de l'antiguitat i també en els grups ètnics actuals que viuen fora de la nostra cultura. Com a exemple, la tribu extinta dels Ngemba o wongaibon d'aborígens australians van utilitzar aquest remei durant mil·lennis. En la segona guerra mundial, els sanitaris britànics destacats a Birmània van observar com els nadius feien un ús tradicional de les larves sobre les ferides, cobrint-les amb fang i herbes humides. En el cas dels maies, usaven draps que prèviament s'havien humitejat en sang d'animals i posteriorment es deixaven assecar al sol perquè es poblessin de larves.
Els cirurgians que acompanyaven als exèrcits de les guerres europees dels segles XVI i XVII van documentar l'efecte de les larves en les ferides dels soldats caiguts, sent el més destacat el francès Ambroise Paré (1510-1590), qui es va adonar d'aquest efecte en la batalla de Sant Quintín (1557), encara que pensant que es tractava de "cucs" i no de larves de mosca, i sense atribuir-lis en cap moment les propietats terapèutiques. Posteriorment, el cirurgià general de Napoleó Bonaparte, el Baró Dominique Larrey va descriure com durant la campanya francesa a Síria (1829), les larves de certes espècies de mosca destruïen únicament el teixit mort i propiciaven un efecte positiu en la curació de les ferides.

En el cas de la Guerra del Francès, el metge John Gideon Millingen, que va presenciar la batalla de Talavera (1809) afirmava que les larves no eren perilloses:
| «                                                         | Durant la retirada de les nostres tropes a la batalla de Talavera (1809), vaig trobar les ferides dels nostres homes que no havien estat vestits durant tres o quatre dies plenes de larves. Aquest no era el cas dels soldats espanyols, que per evitar aquesta molèstia (que dona pànic més que suposar un perill) havien impregnat les seves robes amb oli d'oliva. Invariablement vaig recórrer a la mateixa pràctica quan després havia de rentar la ferida amb aigua calenta | » |
| — J.G. Millingen, Curiosities of Medical Experience. 1839 | |   |

## Guerra de secessió
En la guerra civil nord-americana trobem relats sobre l'ús de la teràpia per part d'ambdós bàndols.

William W. Keen, un cirurgià del bàndol confederat va anotar que malgrat la seva aparença aparatosa, les mosques no eren perjudicials per al procés de recuperació de les ferides, encara que per part dels exèrcits de la unió no es va parar atenció a aquesta possibilitat terapèutica. Mentrestant, al mig de la contesa, Joseph Jones, oficial metge del bàndol confederat, va escriure: 
| « | Vaig observar freqüentment ferides descuidades ... plenes de cucs ... la meva experiència indica que aquests cucs només destrueixen el teixit mort, i no danyen les parts específicament sanes | » |

La primera utilització terapèutica documentada de larves és adjudicada a un segon oficial metge, també confederat, J. F. Zacharias, qui va reportar que: 
| « | els cucs ... en un sol dia podien netejar una ferida molt millor que qualsevol altre agent que aviem pogut emprar... Estic segur que vaig salvar moltes vides amb la seva utilització. | » |

Atès que els hospitals meridionals eren menys higiènics, els soldats estaven més exposats a les mosques i sanaven abans, obtenint una major taxa de supervivència.

### Primera guerra mundial
Durant la primera guerra mundial, el Dr. William S. Baer, cirurgià ortopèdic, va observar amb sorpresa que en les ferides en les que hi havia larves no s'hi formava pus, ans al contrari, fins i tot hi apareixia neo-formació de teixit. Es va fixar especialment en el cas d'un soldat enemic ferit, al cap 'uns quants dies amb fractures de fèmur i ferides de considerable grandària en la musculatura abdominal i en l'escrot. Quan el soldat va arribar a l'hospital, no tenia cap mostra de febre malgrat la naturalesa severa de les seves lesions. Quan se'l va desvestir, es van observar “milers i milers de cucs que ocupaven tota l'àrea de la ferida”. Quan les larves van ser retirades “no hi havia pràcticament os exposat a la vista i l'estructura interna de l'os ferit es trobava en tan bon estat com les peces circumdants que estaven cobertes completament amb una capa del teixit rosat i fi, millor del que hom podia haver imaginat”. Aquest cas va ocórrer en un moment en què l'índex de mortalitat per a les fractures compostes de fèmur s'acostava al 75-80%.
Després de la guerra, el 1929, a la Universitat Johns Hopkins, el Dr. Baer va introduir larves en 21 pacients amb osteomielitis crònica insuperable (inflamació de la medul·la òssia), i va observar un ràpid desbridament, reduccions en el nombre d'organismes patògens, nivells reduïts de l'olor, alcalinització de la base de la ferida amb índexs ideals per a la curació. 21 dels seus pacients amb lesions obertes es van guarir totalment i van ser donats d'alta de l'hospital després de 2 mesos de teràpia larval. Molt pocs pacients van desenvolupar complicacions serioses, com la gangrena gasosa o tètanus. Cal dir, tanmateix, que Baer havia insistit, en l'esterilització de les larves.
Després de la mort de Baer el 1931, l'èxit de l'aplicació de la seva teràpia va ser tal, que més de 300 hospitals en Als Estats Units la van aplicar amb regularitat, i van aparèixer més de 100 publicacions en el període comprès entre 1930-1940. La literatura mèdica d'aquest temps conté moltes referències a l'ús encertat de cucs en ferides cròniques o infectades incloent osteomielitis, abscessos, cremades i mastoiditis subaguda. Posteriorment molts altres països van adoptar aquesta solució. La companyia farmacèutica, Lederle, va llençar al merecat els “cucs quirúrgics”, les larves de Phaenicia sericata, un insecte necròfag facultatiu que consumeix solament el teixit fi necròtic. L'ús extensiu de la teràpia de cucs després de la Segona Guerra Mundial va ser abandonat després del descobriment i la utilització creixent de la penicil·lina.

### Ressorgiment de la teràpia
En les dècades dels 1970 i 1980 el tractament s'emprava com a últim recurs en els casos més refractaris d'infecció. En la dècada de 1990 es produeix un ressorgiment de la teràpia. A causa de l'aparició de bacteris resistents als antibiòtics, una sèrie de publicacions aborden la revisió de la teràpia larval, pel que té a veure amb la comparació amb l'eficàcia d'altres mètodes i en la necessitat d'esperar fins que fallin altres intervencions quan el factor temps és important en les cures de les ferides. Ronald Sherman, un metge actualment a la Universitat de Califòrnia, d'Irvine, va realitzar una sèrie d'estudis que van promoure la reintroducció amb èxit de la teràpia larval en l'arsenal terapèutic de l'assistència mèdica moderna com a teràpia segura i eficaç. El 1989 va començar a criar les mosques que prèviament mantenia en el seu laboratori al centre mèdic de veterans de Long Beach, Califòrnia, per utilitzar les larves en el tractament de ferides. L'èxit d'aquest assaig clínic en pacients en els que havien fracassat dos o més tractaments convencionals va atreure l'atenció internacional i l'acceptació d'aquest antic tractament. L'espècie terapèutica utilitzada, després de valorar-ne d'altres va ser la Phaenicia sericata, la més emprada fins al moment.
El 1996 es va crear la Societat Bioterapéutica internacional, una associació professional que s'ocupa de l'estudi i la promoció de tractaments amb organismes vius, i especialment de la teràpia larval.
L'any 2002 la teràpia ja estava sent emprada en més de 2000 centres de salut. El 2003 la FDA va determinar que la regulació del seu ús s'havia d'ajustar a la d'un tractament mèdic. Actualment, el nombre de centres que apliquen aquesta teràpia probablement excedeix dels 10.000.

## Fonaments terapèutics
L'efecte terapèutic de la teràpia larval sobre ferides amb infeccions agudes o cròniques es deu a l'acció sinèrgica de múltiples substàncies amb tres maneres d'acció: desbridament, desinfecció i estimulació de la cicatrització.

### Desbridament
El desbridament és una intervenció que consisteix a eliminar el teixit necròtic d'una ferida, ja que es pensa que aquest interfereix amb el seu procés de recuperació. No obstant això, aquest últim extrem no està demostrat. Les larves realitzen aquesta tasca sobre les lesions perquè posseeixen una digestió externa, la qual cosa significa que secreten sucs digestius amb enzims proteolítics sobre el seu mitjà extern per posteriorment absorbir el producte així assolit. En les larves terapèutiques, la digestió dels teixits no és indiscriminada, sinó que es dirigeix exclusivament al teixit necròtic. En l'aparell bucal dels insectes existeixen elements especialitzats en forma de petites espícules i garfis que faciliten la penetració dels sucs i probablement estimulen la secreció de citocines que ajuden a la recuperació del trauma. Encara que el procés de desbridament és més ràpid que amb altres mètodes, com ara el de l'hidrogel, l'avantatge quant a cost-eficàcia no està molt clara, encara que podria ser una mica superior

### Acció antimicrobiana
Les larves limiten o eliminen la càrrega bacteriana de les ferides mitjançant una acció mecànica amb proteïnes específiques (defensines i seraticines), així com pels mateixos enzims digestius. El desbridament per si mateix realitza gran part d'aquesta tasca. D'altra banda, tant els patògens com les seves toxines són rentades per la grans quantitat de fluids generats. Es creu que l'acció bactericida de les secrecions de l'insecte és fruit de la seva adaptació a un mitjà amb abundant flora bacteriana. És possible també que impedeixin la proliferació de microorganismes creant un ambient hostil per a ells, mitjançant la alcalinització i substàncies com la al·lantoïna, l'hidrogencarbonat d'amoni i la urea.
Alguns estudis mostren que les larves poden aprofitar les substàncies sintetitzades per certs bacteris en el seu propi benefici. Un exemple d'aquest tipus de relacions simbiòtiques seria el del Proteus mirabilis, que secreta toxines anti-bacterianes com l'àcid fenil-acètic i el fenil-acetaldehid. Tanmateix, és possible utilitzar les larves conjuntament amb antibiòtics.
No obstant això, un estudi recent demostra que les larves poden no tenir efectes directes sobre el creixement bacterià, i que fins i tot poden augmentar-lo. L'estudi proposa que la disminució de germens observada en la pràctica podria deure's a efectes indirectes, i especialment es refereix a l'estimulació del sistema immunitari.

### Cicatrització
Des de les primeres observacions es va comprovar que les ferides tractades amb larves milloraven amb major rapidesa, amb una ràpida aparició de teixit granulat. Sembla que les substàncies antisèptiques abans esmentades actuen també com a factors de creixement i estimulen el subministrament d'oxigen a la zona afectada. Aquest efecte també s'obté en les variants en les quals s'aïlla les larves de la lesió mitjançant bosses tèxtils. S'afavoreix la curació i el remodelat mitjançant l'estimulació de teixit granulat que emplena els buits, i simultàniament el d'un epiteli de recobriment, la contracció de la ferida i la disminució de la seva grandària. Tot això es produeix per:
- Estimulació mecànica en el cas de l'aplicació directa.
- Diverses substàncies ja esmentades i altres d'específiques.
- Hormones del propi insecte.
- citocines, com la IFNγ i la IL-10.
- Activació generalitzada del sistema immunitari.